# Sophie Sager

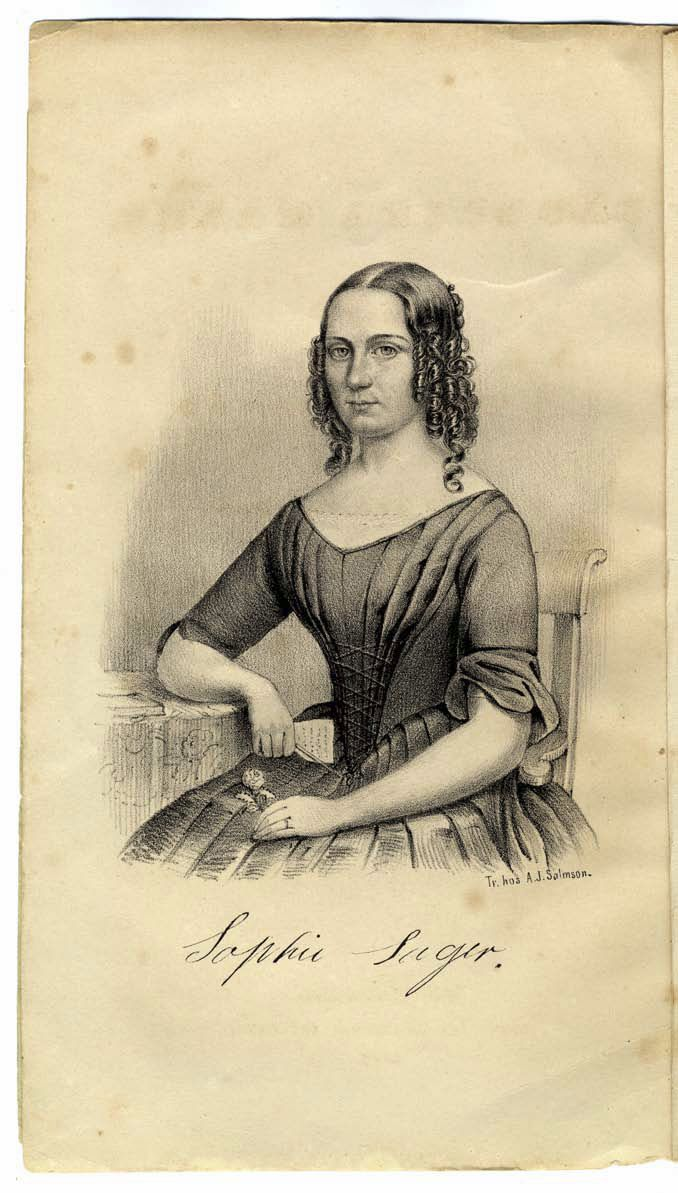
Sophie Sager, 1848

 Sophie Lisette Sager (* 3. Juni 1825 in der Gemeinde Vaggeryd, Schweden; † 27. Februar 1901 in New York City, USA) war eine schwedisch-amerikanische Frauenrechtlerin und Autorin. Sie war eine der ersten feministischen Aktivistinnen und Rednerinnen für die moderne Frauenbewegung in Schweden. Sie brachte 1848 dort als erste Frau ihren Fall selbst vor Gericht und verklagte einen Mann wegen versuchter Vergewaltigung. Der Fall war einer der berühmtesten schwedischen Kriminalfälle im 19. Jahrhundert.

## Leben und Werk
Sager war die Tochter des Mühleninspektors Gabriel Sager aus seiner zweiten Ehe mit Johanna Bergenholtz. Der Vater hatte fünf Kinder aus erster Ehe und ebenfalls fünf Kinder aus zweiter. Als er 1834 starb, geriet die kinderreiche Familie in eine schwierige Situation und Sager wurde ein Pflegekind in Ljungby. Nach einer kurzen Zeit in einem Mädchenpensionat in Jönköping verdiente sie sich als Erzieherin und Hofdame ihren Lebensunterhalt.

## Sagerska målet
1845 wurde das gleiche Erbrecht eingeführt, das es Töchtern erlaubte, ebenso viel wie Söhne zu erben. Im folgenden Jahr erhielten Witwen und unverheiratete Frauen das Recht, Handwerke auszuüben. Sager wollte Schneiderin werden und fuhr 1848 mit dem Dampfschiff nach Stockholm, wo sie sich ein Zimmer bei einem Schuhmachermeister mietete. Das Haus entpuppte sich als versteckte Taverne und Bordell, und Sager fand eine neue Unterkunft bei dem Stallmeister Gustaf Adolf Möller. Nachdem sie ihren Verwandten geschrieben hatte, dass sie sich in der Hauptstadt niedergelassen habe, erwartete Möller sexuelle Gefälligkeiten. Als sie sich weigerte, sperrte Möller sie daraufhin ein und versuchte sie zu vergewaltigen. Als sie sich wehrte, setzte er sie stattdessen schweren Misshandlungen aus.
Sie entkam und gelangte zu dem Arzt Johan Brisman, der ihre Verletzungen dokumentierte und sie aufforderte, Möller anzuzeigen. Dass eine Frau selbst einen Mann wegen Missbrauchs anzeigte, war äußerst aufsehenerregend, und über den Fall wurde ausführlich in Stockholms Zeitungen berichtet. Daraus wurde der sogenannte Sager-Fall (Sagerska målet), der sich unter anderem durch den ärztlichen Bericht über den Überfall und Möllers Versuch, Sager als wahnsinnig erscheinen zu lassen, sowie Sagers lange, detaillierte Eingaben vor Gericht auszeichnete.
Möller wurde für schuldig befunden und zu einer Geldstrafe verurteilt. Dies war der erste Vergewaltigungsfall in der schwedischen Rechtsgeschichte und trug dazu bei, dass in Schweden erstmals öffentlich über sexuelle Gewalt diskutiert wurde.

## Einsatz für Frauenrechte
Sager veröffentlichte die Dokumente des Falls auch in gedruckter Form. Nach dem Prozess trat sie in der Öffentlichkeit auf und nähte für ihren Unterhalt. 1850 sprach sie auf dem Frühlingsball in Uppsala und wurde dort von Prinz Gustav freundlich empfangen, der sie Reformatorin nannte und sie zum Tanz einlud. Sager hielt nicht nur Vorträge, sondern veröffentlichte überdies eine Reihe von Schriften und Broschüren.
Anfang der 1850er Jahre begann sie mit Forderungen nach Gleichstellung der Frau und dem Recht auf Bildung und Arbeitsmöglichkeiten öffentlich aufzutreten. Meistens waren es Männer, die zuhörten, und nicht selten wurde sie ausgelacht. 1852 veröffentlichte sie den Roman Bilder ur lifvet eller Fosterbarnets afslöjade genealogi, in dem sie ihre Vision von der Emanzipation der Frau zu formulieren suchte. Sager stieß bei ihren Zeitgenossen auf großen Widerstand und galt als grotesk und lächerlich. Sie verließ Schweden 1854 und zog in die Vereinigten Staaten. Dort lernte sie den Pianisten und Musikprofessor Eugene Adolphe Wiener kennen, einen Amerikaner deutscher Herkunft. Nachdem sie einige Zeit seine Haushälterin gewesen war, heiratete sie ihn 1855 und wurde 1856 und 1862 Mutter von zwei Söhnen, Gabriel und Victor.
In den Vereinigten Staaten engagierte sie sich in der Frauenbewegung, unternahm Vortragsreisen und veröffentlichte 1861 A Woman’s Desire and a Man’s Duty sowie 1880 A Lecture on Modern Society and the Marriage Relation.

## Anerkennungen
- In dem Stockholmer Museum Kvinnohistoriska befindet sich ein Zylinder aus den 1850er Jahren mit einem gedruckten Bild von Sager. Mitte des 19. Jahrhunderts war es in Schweden kurze Zeit in Mode bei den Herren, ein Bild auf der Innenseite ihres Zylinders zu tragen. Dass sich das Bild von Sager in einem Hut befand, zeigt, dass sie auch als interessante Person angesehen wurde, mit der ein Mann seinen Hut schmücken konnte. Außerdem zeigt es, dass sie immer noch eine gewisse Unterstützung auch außerhalb von Stockholm gehabt zu haben scheint, obwohl sie in der Presse verspottet wurde.[3]
- Das Kultur- und Freizeitkomitee in Vaggeryd führte 2018 die Vergabe eines jährlichen Gleichstellungspreises in Erinnerung an Sophie Sager ein.[6]

## Veröffentlichungen (Auswahl)
- Sagerska Målet. Stockholm, 1848.
- Emancipared fantasieser på vers och prose. 1850.
- Bilder ur lifvet eller Fosterbarnets afslöjade genealogi. 1852.
- A Woman’s Desire and a Man’s Duty. 1861.
- A Lecture on Modern Society and the Marriage Relation. 1880.